# 李礼成
李礼成（528年—？），字孝谐，陇西郡狄道县（今甘肃省定西市临洮县）人，西魏、北周、隋朝官员，陇西李氏绛郡房始祖。

## 生平
李礼成是凉王的六世孙，祖父李延寔是北魏司徒，父亲李彧是侍中。
李礼成在兄弟七人中最为知名，虚龄七岁时与姑姑的儿子兰陵郡太守荥阳郑颢随着魏孝武帝元修西入关中，郑颢的母亲常常对亲近的人说：“这个孩子从来没有回头张望，必定是能任大事的人。”李礼成长大成人后，沉稳有操行，不毫无约束的与宾客往来。西魏大统年间，李礼成以著作郎为起家官，转任太子洗马、员外散骑常侍。北周建立后，李礼成出任平东将军、散骑常侍。当时的权贵公子都竞相学习弓马，穿着多为军服。李礼成虽然擅长骑射，却从容身着读书人的儒服，不失平素的声望。李礼成后以军功加号车骑大将军、仪同三司，获赐修阳县侯的爵位，出任迁州刺史。当时朝廷有所征调少数部族，李礼成考虑到少数部族不可以扰乱，扰乱必定会作乱，因此上表皇帝坚决的劝谏，周武帝宇文邕听从了他的意见。北周攻打北齐时，李礼成跟随周武帝围困晋阳，李礼成派兵进攻南门，北齐将军席毗罗率领精兵数千人攻击周武帝，李礼成奋力作战击退了席毗罗，加开府，进封冠军县公，出任北徐州刺史，不久，又被征调为民部中大夫。
李礼成的妻子窦氏早年去世，他知道杨坚有非同常人的外貌，于是迎娶杨坚的妹妹为继室，夫妻感情非常恩爱。等到杨坚出任丞相时，李礼成进升为上大将军，转任司武上大夫，被杨坚委任为心腹之职。杨坚接受禅让后，李礼成出任陕州刺史，进封为绛郡公，获得优厚的赏赐。不久李礼成被征召为左武卫大将军，开皇三年二月癸未（583年3月13日），转任右武卫大将军，开皇三年八月己卯（583年9月5日），外任襄州总管，被称道有仁政。数年后，李礼成回京再度担任左卫大将军。当时突厥屡次成为侵掠的祸害，隋朝沿着边境的要害之地大多委任重臣驻扎，因此李礼成出任宁州刺史。一年多以后，李礼成因为患病被征召回京城，在家中去世。

## 家族

### 父母
- 李彧，北魏侍中、左光禄大夫、骠骑大将军、开府仪同三司、广州刺史、东平郡公
- 元季瑶，北魏使持节、侍中、假黄钺、都督中外诸军事、太师、领司徒公、彭城武宣王元勰次女

### 兄弟
- 李道端，袭爵东平郡公
- 李义雄，北齐瑯邪郡太守
- 李智源，北齐散骑侍郎、翊军将军、高都长平二郡太守
- 李信则，隋朝沔州刺史

### 夫人
- 窦氏
- 杨氏，追尊隋武元帝杨忠之女，隋文帝杨坚之妹

### 儿子
- 李世师，度支侍郎
- 李世赞，隋朝司隶刺史、陇西县开国男[9]
  - 李德颖，吏部郎中、司经大夫、兴博濮青苏赵六州刺史
    - 李氏，嫁比部员外郎卢昭道
- 李世亮，太子洗马[10]
  - 李知顺
    - 李元恭，大理少卿掌知吏部侍郎
      - 李训，鸿胪寺丞
        - 李侹，右羽林長上果毅都尉[11]
        - 李侣，麟游县尉
        - 李侁，龙栖府别将
- 李世规，唐朝选部郎中、谏议大夫[12]
  - 李同福，遂州长史、中书舍人
    - 李行元，绵州司法
      - 李遂，海陵县主簿

    - 李行立，银青光禄大夫，通邠等三州刺史
      - 李仲珪，太原府兵曹参军
        - 李嵩，进士
        - 李㟼
        - 李崟
        - 李嶷
        - 李嵸
        - 李崳
        - 李峦
        - 李屿
        - 李峰
        - 李岧

    - 李行言，给事中

## 延伸阅读
[在维基数据编辑]
 《隋書·卷50》，出自魏徵《隋书》